# Hłyboczycia
Hłyboczycia (ukr. Глибочиця) – wieś na Ukrainie, w obwodzie żytomierskim, w rejonie żytomierskim, siedziba hromady. W 2001 liczyła 2726 mieszkańców, spośród których 2646 wskazało jako ojczysty język ukraiński, 76 rosyjski, 2 białoruski, a 2 inny.